# 이볼브드 패킷 코어
이볼브드 패킷 코어(Evolved Packet Core, EPC)는 3GPP LTE (Long Term Evolution)망에서의 코어 네트워크 구조를 지칭한다. EPC는 GPRS 코어 네트워크의 진화된 형태이며, 다음과 같은 특징을 갖는다.
- 단순화된 망 구조
- All-IP 망
- 높아진 데이터 전송률(throughput)과 낮아진 지연 시간(latency)을 갖는 액세스 망의 지원
- 이종망 간의 이동성 지원

## EPC 구조
EPC는 다음의 구성 요소로 이루어진다.

evolved packet core structure

- MME (Mobility Management Entity)는 세션 관리, 이동성 관리와 같은 호처리 관련 동작을 수행한다.

- S-GW (Serving Gateway)는 데이터 패킷을 전송하며 eNodeB간 또는 LTE 망과 다른 3GPP망간의 핸드오버 시 기준점(anchor point)이 된다.

- P-GW (PDN Gateway)는 단말과 외부 데이터 망사이의 연결성(connectivity)를 제공하며 LTE 망과 non-3GPP 망간의 핸드오버 시 기준점이 된다.

- HSS (Home Subscriber Server)는 가입자 정보를 저장하는 데이터베이스이다.